# Pseudatteria heliocausta
Pseudatteria heliocausta es una especie de polilla del género Pseudatteria, familia Tortricidae.
Fue descrita científicamente por Dognin en 1912.